# تپه صدقیان
تپه صدقیان مربوط به کلکولتیک - هزاره اول و ۲ قبل از میلاد - سدهٔ ۴ تا ۶ ه.ق است و در شهرستان سلماس، بخش مرکزی، دهستان لکستان، شرق روستای صدقیان واقع شده و این اثر در تاریخ ۷ اسفند ۱۳۸۵ با شمارهٔ ثبت ۱۷۶۷۶ به‌عنوان یکی از آثار ملی ایران به ثبت رسیده است.